# Popondetta
Popondetta – miasto we wschodniej Papui-Nowej Gwinei, nad Morzem Salomona. Ośrodek administracyjny prowincji Oro. Ludność: 19,6 tys. (2000).
W 1951 miasto zasłynęło z prowadzonej tu akcji ratunkowej podczas wybuchu pobliskiego wulkanu Mount Lamington. Zginęło wówczas około 3 tys. osób, a leżące w pobliżu wulkanu miejscowości (m.in. Higaturu i Sangara) zostały całkowicie zniszczone.